# Hanoi Football Club
Hanoi T&T FC é um time de futebol vietnamita que está situado na cidade de Hanoi e atualmente disputa a V-Liga, a primeira divisão do país.